# Joshua Lay
Joshua Lay (11 aprile 2000) è un mezzofondista britannico.

## Palmarès
| Anno | Manifestazione   | Sede      | Evento          | Risultato | Prestazione | Note |
| ---- | ---------------- | --------- | --------------- | --------- | ----------- | ---- |
| 2019 | Europei U20      | Borås     | 1500 m piani    | Bronzo    | 3'56"20     |      |
| 2021 | Europei U23      | Tallinn   | 1500 m piani    | 8º        | 3'41"29     |      |
| 2023 | Europei di cross | Bruxelles | Staffetta mista | Bronzo    | 19'48"      |      |
| 2024 | Europei di cross | Adalia    | Staffetta mista | Bronzo    | 18'02"      |      |

## Campionati nazionali
2017
- Argento ai campionati inglesi under-20, 1500 m piani - 3'53"81

,2018
- 4º ai campionati inglesi under-20, 1500 m piani - 3'57"15

2019
- Oro ai campionati inglesi under-20, 1500 m piani - 3'53"88

2020
- Bronzo ai campionati britannici, 1500 m piani - 3'51"60

2021
- 8º ai campionati britannici, 800 m piani - 1'47"33
- Argento ai campionati inglesi under-23, 1500 m piani - 3'40"75

2022
- 14º ai campionati britannici indoor, 3000 m piani - 8'08"85
- Argento ai campionati britannici universitari indoor, 3000 m piani - 8'36"37

## Altre competizioni internazionali
2017
- Argento ai Giochi Giovanili del Commonwealth ( Nassau), 1500 m piani - 3'49"35

2021
- 6º al British Grand Prix ( Gateshead), miglio - 3'56"31